# Coreia do Norte nos Jogos Olímpicos de Inverno de 1998
Coreia do Norte participou dos Jogos Olímpicos de Inverno de 1998, realizados em Nagano, no Japão. 
Foi a sexta aparição do país nos Jogos Olímpicos de Inverno, onde foi representado por oito atletas, sendo dois homens e seis mulheres, que competiram em dois esportes.

## Competidores
Esta foi a participação por modalidade nesta edição:
| Esporte                                | Masculino | Feminino | Total |
| -------------------------------------- | --------- | -------- | ----- |
| Patinação de velocidade                | 0         | 2        | 2     |
| Patinação de velocidade em pista curta | 2         | 4        | 6     |
| Total                                  | 2         | 6        | 8     |

## Desempenho

### Patinação de velocidade
Feminino
| Evento       | Atleta | Corrida 1 | Corrida 1 | Corrida 2 | Corrida 2 | Total   | Total | Ref.  |
| Evento       | Atleta | Tempo     | Pos.      | Tempo     | Pos.      | Tempo   | Pos.  | Ref.  |
| ------------ | ------ | --------- | --------- | --------- | --------- | ------- | ----- | ----- |
| Kim Jong-hui | 500 m  | 42.17     | 35º       | 41.57     | 36º       | 83.74   | 35º   | [ 3 ] |
| Kim Jong-hui | 1000 m | —         | —         | —         | —         | 1:23.88 | 37º   | [ 4 ] |
| Kim Ok-hui   | 1000 m | —         | —         | —         | —         | 1:23.37 | 36º   | [ 4 ] |

### Patinação de velocidade em pista curta
Masculino
| Atleta       | Evento | Primeira fase | Primeira fase | Quartas de final | Quartas de final | Semifinal   | Semifinal   | Final       | Final       | Ref.  |
| Atleta       | Evento | Tempo         | Pos.          | Tempo            | Pos.             | Tempo       | Pos.        | Tempo       | Pos.        | Ref.  |
| ------------ | ------ | ------------- | ------------- | ---------------- | ---------------- | ----------- | ----------- | ----------- | ----------- | ----- |
| Han Sang-guk | 500 m  | 44.206        | 4º/bat. 1     | Não avançou      | Não avançou      | Não avançou | Não avançou | Não avançou | Não avançou | [ 5 ] |
| Han Sang-guk | 1000 m | 1:34.220      | 3º/bat. 8     | Não avançou      | Não avançou      | Não avançou | Não avançou | Não avançou | Não avançou | [ 6 ] |
| Yun Chol     | 500 m  | 45.014        | 4º/bat. 5     | Não avançou      | Não avançou      | Não avançou | Não avançou | Não avançou | Não avançou | [ 5 ] |
| Yun Chol     | 1000 m | 1:33.133      | 4º/bat. 3     | Não avançou      | Não avançou      | Não avançou | Não avançou | Não avançou | Não avançou | [ 6 ] |

Feminino
| Atleta                                              | Evento             | Primeira fase | Primeira fase | Quartas de final | Quartas de final | Semifinal   | Semifinal   | Final       | Final       | Ref.  |
| Atleta                                              | Evento             | Tempo         | Pos.          | Tempo            | Pos.             | Tempo       | Pos.        | Tempo       | Pos.        | Ref.  |
| --------------------------------------------------- | ------------------ | ------------- | ------------- | ---------------- | ---------------- | ----------- | ----------- | ----------- | ----------- | ----- |
| Hwang Ok-sil                                        | 500 m              | 46.987        | 3º/bat. 5     | Não avançou      | Não avançou      | Não avançou | Não avançou | Não avançou | Não avançou | [ 7 ] |
| Jong Ok-myong                                       | 500 m              | 46.835 Q      | 2º/bat. 1     | DSQ              | DSQ              | Não avançou | Não avançou | Não avançou | Não avançou | [ 7 ] |
| Jong Ok-myong                                       | 1000 m             | DSQ           | DSQ           | Não avançou      | Não avançou      | Não avançou | Não avançou | Não avançou | Não avançou | [ 8 ] |
| Han Ryon-hui                                        | 500 m              | DNF           | DNF           | Não avançou      | Não avançou      | Não avançou | Não avançou | Não avançou | Não avançou | [ 7 ] |
| Han Ryon-hui                                        | 1000 m             | 1:34.493 Q    | 2º/bat. 5     | 1:34.405         | 4º/bat. 1        | Não avançou | Não avançou | Não avançou | Não avançou | [ 8 ] |
| Ho Jong-hae                                         | 1000 m             | 1:44.256 Q    | 2º/bat. 8     | 1:38.546         | 4º/bat. 3        | Não avançou | Não avançou | Não avançou | Não avançou | [ 8 ] |
| Jong Ok-myong Ho Jong-hae Hwang Ok-sil Han Ryon-hui | Revezamento 3000 m | —             | —             | —                | —                | 4:25.126 QB | 3º/bat. 2   | 4:27.030    | 7º          | [ 9 ] |

Legenda
| Recorde mundial      | Recorde mundial (World record)               |                       | Recorde africano                      | Recorde africano (African) |                                           | Q | Classificado por posição (Qualified) |
| Recorde olímpico     | Recorde olímpico (Olympic record)            | Recorde da América    | Recorde da América (Americas)         | q                          | Classificado por melhor tempo (Qualified) |   |                                      |
| Melhor marca do ano  | Melhor marca do ano (World leading)          | Recorde asiático      | Recorde asiático (Asian)              | DNS                        | Não largou (Did not start)                |   |                                      |
| Recorde nacional     | Recorde nacional (National record)           | Recorde europeu       | Recorde europeu (European)            | DNF                        | Não terminou (Did not finish)             |   |                                      |
| Recorde pessoal      | Recorde pessoal do atleta (Personal best)    | Recorde da Oceania    | Recorde da Oceania (Oceania)          | DSQ / DQ                   | Desclassificado (Disqualified)            |   |                                      |
| Recorde da temporada | Recorde da temporada do atleta (Season best) | Recorde sul-americano | Recorde sul-americano (South America) | NM                         | Sem marca (No mark)                       |   |                                      |